# Jaxer
Jaxer — це вебсервер з відкритим кодом Ajax для створення багатих вебсторінок та програм з використанням уніфікованої моделі Ajax, в якій як на стороні клієнта, так і на стороні сервера може бути написано JavaScript. Jaxer дає змогу виконувати коди JavaScript, Document Object Model (DOM) та HTML на серверній стороні, а також дає вам можливість отримати доступ до серверних функцій асинхронно з клієнтської сторони.

Jaxer — це насправді перший справжній сервер Ajax. Вам не потрібно визначати
який браузер використовує код Ajax. Ви також не повинні писати код протоколу для виконання
серверного зв'язку. Викликаючи прості Jaxer API (Application Programming Interface), ви забезпечуєте надійні вебдодатки
з мінімальною суєтою. Ще важливіше, вам більше не доведеться виставляти весь код за допомогою
вбудованого JavaScript. Ви дійсно можете використовувати Jaxer для об'єднання клієнтського коду з кодом сервера, приховуючи його
Стратегічний код, надійно захищений за брандмауером, дозволяючи йому все ще бути доступним для вашого клієнта. За сценою, Jaxer забезпечує логіку, необхідну для управління запитом і отримання відповіді від сервера. Це корисно для вебскребків.

Серверні Java API Java-фільтри дозволяють використовувати доступ до бази даних, доступ до файлової системи, мережеві зв'язки, сеанси користувача та інші функції, характерні для серверів вебдодатків. Jaxer також забезпечує доступ до об'єктів Java за допомогою проекту DWR (Direct Web Remoting) із відкритим кодом. 

Jaxer не є автономним вебсервером, але працює з іншим сервером, таким як Apache, Jetty або Tomcat. Jaxer надає серверну обробку DOM і API для сторінок, що обслуговуються вебсервером, перед тим як доставляти результати до браузера.
Jaxer може бути інтегрований в Aptana Studio за допомогою додаткового плагіна. Це відкрите джерело (GPL) і доступне для Windows, Mac OS X і Linux / Solaris.